# Lipovec (Chrudim)
Lipovec es una localidad del distrito de Chrudim en la región de Pardubice, República Checa, con una población estimada a principio del año 2018 de 242 habitantes. 
Se encuentra ubicada al suroeste de la región, cerca de la frontera con las regiones de Bohemia Central y Vysočina, y a poca distancia al sur del curso alto del río Elba.